# Greta Schüldt
Greta Lovisa Vilhelmina Schüldt, född Thurfjell 4 september 1994 i Katarina församling, Stockholms län, är en svensk journalist. Hon är krönikör och reporter på Dagens Nyheters kulturredaktion och har tidigare arbetat på Nöjesguiden. Schüldt är en av programledarna för DN Kulturs podcast Kulturkommissionen.
Hon är gift med kulturjournalisten Eric Schüldt och tillsammans har de två barn.